# Guangming, Fujian
Guangming (kinesiska: 光明) är en köping i sydöstra Kina. Den ligger i Jiangle härad i staden Sanming i provinsen Fujian, omkring 210 kilometer nordväst om provinshuvudstaden Fuzhou. Antalet invånare är 6 293. Befolkningen består av 2 938 kvinnor och 3 355 män. Barn under 15 år utgör 14,0 %, vuxna 15-64 år 74 %, och äldre över 65 år 10,0 %.